# دوک ریلتی
دوک ریلتی (انگلیسی: Duke Realty) شرکت املاک آمریکایی است، که در سال ۱۹۷۲ تأسیس شد.